# Coccodiplosis smithi
Coccodiplosis smithi är en tvåvingeart som först beskrevs av Ephraim Porter Felt 1915.  Coccodiplosis smithi ingår i släktet Coccodiplosis och familjen gallmyggor. Inga underarter finns listade i Catalogue of Life.